# Synagogenbezirk Padberg
Der Synagogenbezirk Padberg mit Sitz in Padberg, heute ein Ortsteil der Stadt Marsberg im Hochsauerlandkreis im östlichen Nordrhein-Westfalen, war ein Synagogenbezirk, der nach dem Preußischen Judengesetz von 1847 geschaffen wurde.
Dem 1847 gebildeten Synagogenbezirk gehörten auch die Juden in Beringhausen, Bontkirchen, Giershagen, Helminghausen, Madfeld, Messinghausen und Rösenbeck an.